# NCT DoJaeJung
 (avril 2025).
La mise en forme du texte ne suit pas les recommandations de Wikipédia : il faut le « wikifier ».
Les points d'amélioration suivants sont les cas les plus fréquents. Le détail des points à revoir est peut-être précisé sur la page de discussion.
- Les titres sont pré-formatés par le logiciel. Ils ne sont ni en capitales, ni en gras.
- Le texte ne doit pas être écrit en capitales (les noms de famille non plus), ni en gras, ni en italique, ni en « petit »…
- Le gras n'est utilisé que pour surligner le titre de l'article dans l'introduction, une seule fois.
- L'italique est rarement utilisé : mots en langue étrangère, titres d'œuvres, noms de bateaux, etc.
- Les citations ne sont pas en italique mais en corps de texte normal. Elles sont entourées par des guillemets français : « et ».
- Les listes à puces sont à éviter, des paragraphes rédigés étant largement préférés. Les tableaux sont à réserver à la présentation de données structurées (résultats, etc.).
- Les appels de note de bas de page (petits chiffres en exposant, introduits par l'outil «  Source ») sont à placer entre la fin de phrase et le point final[comme ça].
- Les liens internes (vers d'autres articles de Wikipédia) sont à choisir avec parcimonie. Créez des liens vers des articles approfondissant le sujet. Les termes génériques sans rapport avec le sujet sont à éviter, ainsi que les répétitions de liens vers un même terme.
- Les liens externes sont à placer uniquement dans une section « Liens externes », à la fin de l'article. Ces liens sont à choisir avec parcimonie suivant les règles définies. Si un lien sert de source à l'article, son insertion dans le texte est à faire par les notes de bas de page.
- La présentation des références doit suivre les conventions bibliographiques. Il est recommandé d'utiliser les modèles {{Ouvrage}}, {{Chapitre}}, {{Article}}, {{Lien web}} et/ou {{Bibliographie}}. Le mode d'édition visuel peut mettre en forme automatiquement les références.
- Insérer une infobox (cadre d'informations à droite) n'est pas obligatoire pour parachever la mise en page.

Pour une aide détaillée, merci de consulter Aide:Wikification.
Si vous pensez que ces points ont été résolus, vous pouvez retirer ce bandeau et améliorer la mise en forme d'un autre article.
NCT DoJaeJung (coréen : 엔시티 도재정) est la cinquième sous-unité du boys band sud-coréen NCT, formé et géré par leur agence SM Entertainment. Le groupe est composé de trois membres : Doyoung, Jaehyun et Jungwoo. Ils ont débuté le 17 avril 2023 avec leur EP Perfume. Ils sont reconnus pour leur musique R&B et leurs performances entièrement vocales, ce qui les distingue des autres sous-unités de NCT,.

## Nom
NCT DoJaeJung tient son nom de celui de son groupe parent, NCT (acronyme de Neo Culture Technology), et les noms des trois membres du plus âgé au plus jeune — « Do » :les deux premières lettre de "Doyoung", « Jae » les 3 premières lettres de "Jaehyun" et « Jung »: les 4 premières lettre du prénom "Jungwoo".

## Histoire

### 2022: Formation
NCT DoJaeJung a été formé début 2022, l'enregistrement de leurs chansons ayant commencé en février 2022. Ils ont été présentés publiquement en tant qu'une une sous-unité pour la première fois en octobre de cette année-là, en collaborant pour une performance spéciale de la chanson « Can We Go Back » au concert Neo City – The Link de NCT 127 + Dans des concerts à Séoul Ils ont également interprété cette chanson lors de l'émission MBC Gayo Daejejeon 2022.
« La chanson Can We Go Back, mentionnée précédemment, figure notamment dans le mini-album de Nct DoJaeJung : c’est la cinquième piste. »

### 2023-présent: Début avecParfum
En mars 2023,La SM Entertainment a confirmé que la cinquième sous-unité de Nct ferait officiellement ses débuts.
Ils ont sorti leur premier EP Perfume le 17 avril, accompagné de leur premier single du même nom,,.
L'EP se compose de six piste : « Perfume »la première piste et le titre principal, « Kiss »la deuxième piste, « Dive »la troisième, « Strawberry Sunday »la quatrième, « Can We Go Back » la cinquième et la dernière : « Ordinary ».
L'album est devenu un succès commercial à la fois numérique et physique, se vendant à 843 659 exemplaires au 22 juin 2023, ce qui en fait le premier album le plus vendu d'un groupe de la SM Entertainment et l'album le plus vendu d'une sous-unité de K-pop/pop coréenne,.
Le premier single, " Perfume ", a débuté à la quatrième place du Circle Digital Chart, faisant de NCT DoJaeJung la sous-unité de NCT à atteindre le plus rapidement un single dans le top cinq en Corée du Sud. De plus, il s'est classé à la première place du Circle Download Chart et du Circle BGM Chart.
Le 4 mai, NCT DoJaeJung a performé au festival de musique de mode Rakuten Girls Awards – Printemps/Été à Tokyo, au Japon, ce qui a marqué leur première performance en direct au Japon,.
Le 24 juin, ils ont organisé leur premier concert pour les fans, intitulé Perfume: Scented Symphony, au SM Mall of Asia Arena de Manille, aux Philippines. Une conférence de presse s'est déroulée le 25 juin au centre commercial Glorietta à Makati.
Le 21 juillet, NCT DoJaeJung a été la tête d'affiche de la Fandom Party 2023 au San Diego Comic-Con à San Diego, en Californie.
Il s'agissait de leur première représentation en trio aux États-Unis.
En novembre 2024, Jaehyun s'enrôle pour effectuer son service militaire obligatoire, causant alors la suspension temporaire des activités de NCT DoJaeJung.  

## Membres
- Doyoung (도영) ; née le 1er février 1996 (29 ans)
- Jaehyun (재현) ; née le 14 février 1997 (28 ans)
- Jungwoo (정우) ; née le 19 février 1998 (27 ans)

## Discographie

### Mini-album (EP)
| Titre   | Détails | Classements | Classements | Ventes                                         |
| Titre   | Détails | COR         | JAP         | Ventes                                         |
| ------- | --- | ----------- | ----------- | ---------------------------------------------- |
| Perfume | - Date de sortie : 17 avril 2023 - Label : SM Entertainment - Formats : CD, téléchargement numérique, streaming | 2           | 5           | - COR : plus de 806 000 - JAP : plus de 30 500 |

### Single
| Année                                                                              | Titre   | Meilleures positions | Album   |
| Année                                                                              | Titre   | COR                  | Album   |
| ---------------------------------------------------------------------------------- | ------- | -------------------- | ------- |
| 2023                                                                               | Perfume | 4                    | Perfume |
| « — » indique que le single ne s'est pas classé ou n'est pas sorti dans ce format. |         |                      |         |

## Concerts
NCT DoJaeJung Fan Concert - Scented Symphony: Perfume (2023)
| Date         | Ville   | Pays        | Lieu                  |
| ------------ | ------- | ----------- | --------------------- |
| 24 juin 2023 | Manille | Philippines | SM Mall of Asia Arena |

## Prix et nominations
| Cérémonie de remise des prix | Année | Catégorie                | Nommé(s)/œuvre(s) | Résultat   | Ref.   |
| ---------------------------- | ----- | ------------------------ | ----------------- | ---------- | ------ |
| Prix de la musique de Séoul  | 2024  | Prix spécial Hallyu      | NCT DoJaeJung     | Nomination | [ 24 ] |
| Prix de la musique de Séoul  | 2024  | Prix principal (Bonsang) | NCT DoJaeJung     | Nomination | [ 24 ] |
| Prix de la musique de Séoul  | 2024  | Prix de popularité       | NCT DoJaeJung     | Nomination | [ 24 ] |